# Maju (Siempat Nempu)
Maju is een bestuurslaag in het regentschap Dairi van de provincie Noord-Sumatra, Indonesië. Maju telt 792 inwoners (volkstelling 2010).